# Општина Пиетрари (Валча)
Пиетрари (рум. Pietrari) општина је у Румунији у округу Валча.
Oпштина се налази на надморској висини од 376 m.